# Diocesi di Brejo
La diocesi di Brejo (in latino Dioecesis Breiensis) è una sede della Chiesa cattolica in Brasile suffraganea dell'arcidiocesi di São Luís do Maranhão. Nel 2022 contava 493.850 battezzati su 691.000 abitanti. È retta dal vescovo José Valdeci Santos Mendes.

## Territorio
La diocesi si trova nella parte nord-orientale dello stato brasiliano di Maranhão. Al momento della sua istituzione comprendeva i seguenti comuni: Afonso Cunha, Anapurus, Araioses, Barreirinhas, Brejo, Buriti, Chapadinha, Coelho Neto, Duque Bacelar, Magalhães de Almeida, Mata Roma, Santa Quitéria do Maranhão, São Benedito do Rio Preto, São Bernardo, Tutóia e Urbano Santos.
Sede vescovile è la città di Brejo, dove si trova la cattedrale dell'Immacolata Concezione.
Il territorio si estende su 21.218 km² ed è suddiviso in 21 parrocchie.

## Storia
La diocesi è stata eretta il 14 settembre 1971 con la bolla Pro apostolico di papa Paolo VI, ricavandone il territorio dall'arcidiocesi di São Luís do Maranhão.

## Cronotassi dei vescovi
Si omettono i periodi di sede vacante non superiori ai 2 anni o non storicamente accertati.
- Afonso de Oliveira Lima, S.D.S. † (29 novembre 1971 - 25 settembre 1991 ritirato)
- Valter Carrijo, S.D.S. (25 settembre 1991 succeduto - 5 maggio 2010 ritirato)
- José Valdeci Santos Mendes, dal 5 maggio 2010

## Statistiche
La diocesi nel 2022 su una popolazione di 691.000 persone contava 493.850 battezzati, corrispondenti al 71,5% del totale.
| anno | popolazione | popolazione | popolazione | presbiteri | presbiteri | presbiteri | presbiteri                | diaconi | religiosi | religiosi | parrocchie |
| anno | battezzati  | totale      | %           | numero     | secolari   | regolari   | battezzati per presbitero | diaconi | uomini    | donne     | parrocchie |
| ---- | ----------- | ----------- | ----------- | ---------- | ---------- | ---------- | ------------------------- | ------- | --------- | --------- | ---------- |
| 1971 | 282.597     | 316.110     | 89,4        | 20         | 20         |            | 14.129                    |         |           |           | 10         |
| 1980 | 330.000     | 351.000     | 94,0        | 11         | 9          | 2          | 30.000                    |         | 2         | 24        | 16         |
| 1990 | 355.000     | 376.000     | 94,4        | 14         | 10         | 4          | 25.357                    |         | 4         | 20        | 17         |
| 1999 | 400.000     | 420.000     | 95,2        | 21         | 15         | 6          | 19.047                    |         | 7         | 23        | 16         |
| 2000 | 400.000     | 420.000     | 95,2        | 15         | 9          | 6          | 26.666                    |         | 7         | 20        | 16         |
| 2001 | 400.000     | 425.000     | 94,1        | 22         | 15         | 7          | 18.181                    |         | 8         | 22        | 16         |
| 2002 | 400.000     | 440.000     | 90,9        | 19         | 10         | 9          | 21.052                    |         | 10        | 17        | 16         |
| 2003 | 408.000     | 444.000     | 91,9        | 16         | 9          | 7          | 25.500                    |         | 8         | 18        | 16         |
| 2004 | 410.000     | 448.000     | 91,5        | 18         | 11         | 7          | 22.777                    |         | 8         | 18        | 19         |
| 2006 | 421.000     | 456.000     | 92,3        | 19         | 12         | 7          | 22.157                    |         | 8         | 15        | 16         |
| 2012 | 458.000     | 488.000     | 93,9        | 26         | 15         | 11         | 17.615                    |         | 12        | 16        | 16         |
| 2015 | 470.000     | 500.000     | 94,0        | 34         | 26         | 8          | 13.823                    |         | 8         | 17        | 16         |
| 2018 | 481.665     | 512.250     | 94,0        | 34         | 21         | 13         | 14.166                    |         | 14        | 22        | 18         |
| 2020 | 493.820     | 520.260     | 94,9        | 29         | 21         | 8          | 17.028                    | 2       | 9         | 26        | 18         |
| 2022 | 493.850     | 691.000     | 71,5        | 29         | 24         | 5          | 17.029                    | 1       | 7         | 32        | 21         |